# 古江バイパス

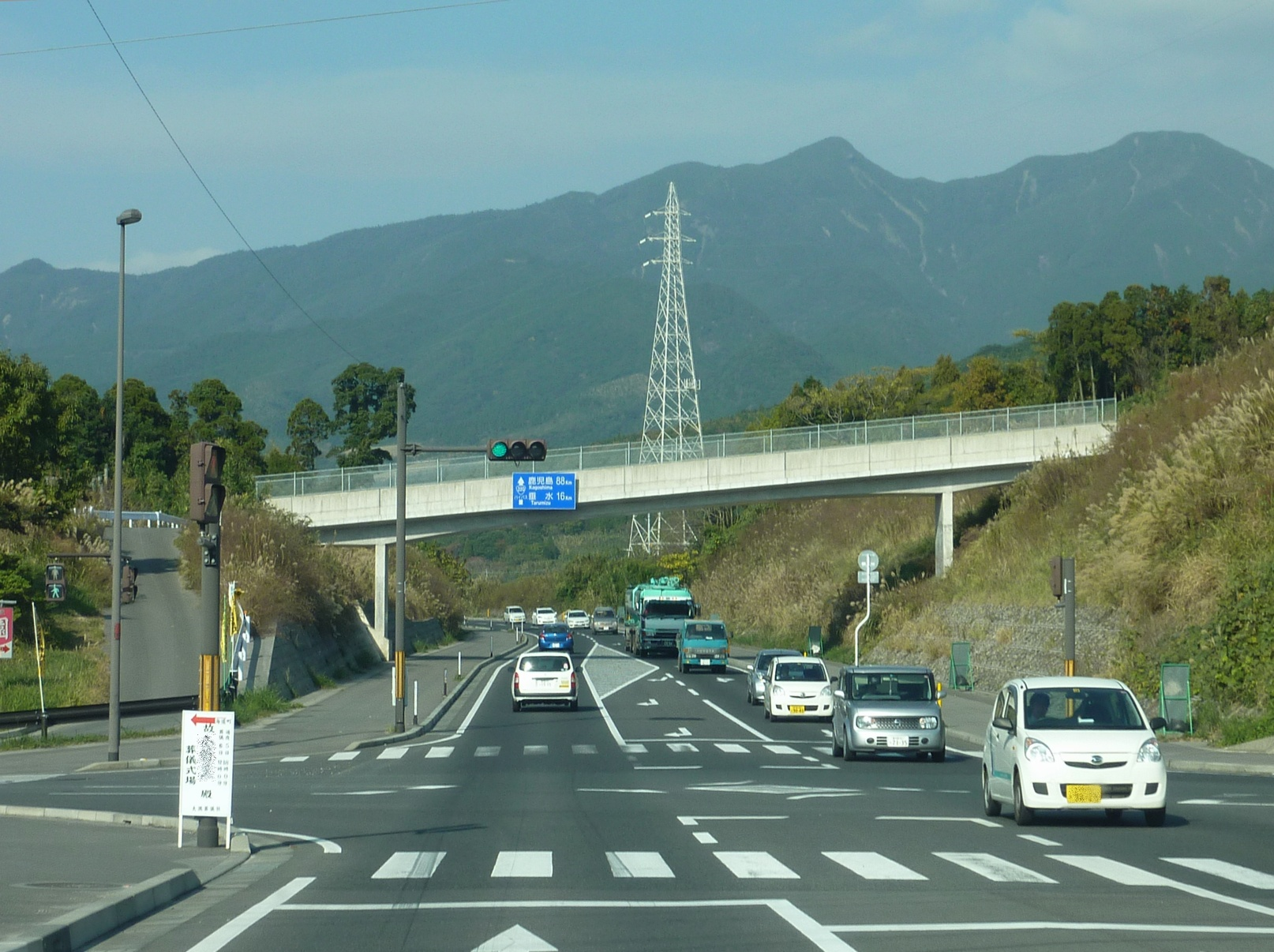
鹿屋市花岡町（垂水方面）交差点以奥が2008年の開通区間である

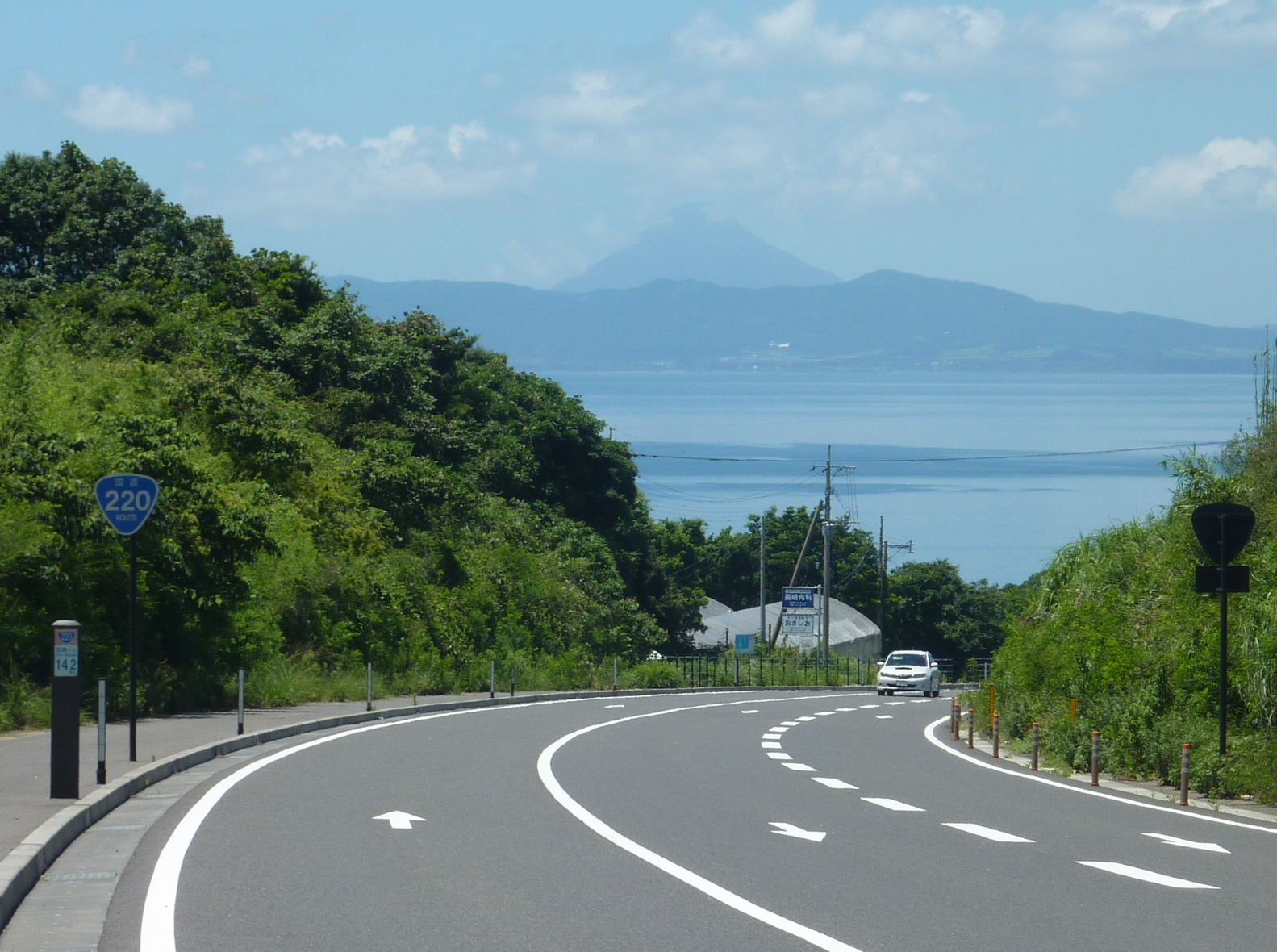
鹿屋市根木原町（垂水方面） 錦江湾の対岸に開聞岳がみえる

古江バイパス（ふるえバイパス）は、鹿児島県の鹿屋市白水町から垂水市新城に至る、全長約8kmの国道220号バイパスである。現在は鹿屋市古里町から終点の垂水市新城まで開通している。

## 概要
- 起点: 鹿児島県鹿屋市白水町
- 終点: 鹿児島県垂水市新城
- 全長: 7.6km
- 規格: 第3種2級
- 道路幅員: 15.0m
- 車線数: 2車線
- 車線幅員: 3.25m
- 設計速度: 60km/h
- 事業費: 約165億円

元々は、道路幅員18.0m・車線幅員3.5mの道路として計画されたが、コスト削減のための見直しの結果、上記のように変更された。起点側の白水町から古里町までの区間（2.3km）については現在事業中で、2025年度に開通予定。
2008年3月30日に終点寄り3.9km区間が供用を開始した。この区間の開通により、現道のうち急勾配、急カーブの連続する通称「古江坂」を回避することが可能になった。この時点では大型車の通行ができない市道白水近在線を通過しなければ現道には接続できなかったが、2011年3月6日には鹿屋市古里町から同市花岡町間（1.3km）が開通し、直接現道に接続することができるようになった。

## 主な接続道路
- 国道220号（鹿屋バイパス）
- 鹿屋市道小野原白水線
- 国道220号（現道）
- 鹿屋市道白水近在線
- 鹿屋市道花里線
- 鹿屋市道根木原線
- 鹿屋市道小島根木原線
- 国道220号（現道）